# Miguel Cadilhe
Miguel José Ribeiro Cadilhe (né le 10 novembre 1944 à Barcelos) est un homme d'État portugais membre du Parti social-démocrate (PPD/PSD).
Il est ministre des Finances entre 1985 et 1990.

## Biographie

### Jeunesse et débuts professionnels
Il passe toute son enfance et son adolescence à Póvoa de Varzim. Il s'inscrit ensuite à l'université de Porto, où il obtient une licence en économie en 1968. Il est ensuite professeur à l'université catholique portugaise.

### Engagement politique
Le 10 janvier 1980, à 35 ans, il est nommé secrétaire d'État à la Planification auprès du ministre des Finances, Aníbal Cavaco Silva. Il n'est pas reconduit lors du changement de gouvernement opéré le 9 janvier 1981.
Il revient cependant au pouvoir environ cinq ans plus tard. Le 6 novembre 1985, Miguel Cadilhe est nommé ministre des Finances dans le premier gouvernement du libéral Cavaco Silva. Il est reconduit dans le deuxième cabinet Cavaco Silva le 17 août 1987, mais se voit relevé de ses fonctions lors du remaniement ministériel orchestré le 6 janvier 1990.

### Passage dans le secteur privé
Il rejoint alors le secteur bancaire, occupant entre 2002 et 2005 la présidence de l'Agence portugaise des investissements (API). Ayant échoué en 2008 à prendre la direction de Millenium BCP, la plus grande banque portugaise, il réussit la même année à se faire nommer président de Banco Português de Negócios. Celle-ci sera nationalisée quatre mois après sa prise de fonction.

## Distinctions
- Grand-croix de l'ordre du Mérite (Portugal)